# Win Red
Win Red Technical Services, LLC, av organisationen skrivet WinRed Technical Services, är en amerikansk politisk kampanjorganisation som samlar in partibidrag från privatpersoner inom gräsrotsrörelsen via internet för att användas av det republikanska partiet vid olika valkampanjer. Organisationen samlar också in republikanska väljaruppgifter om privatpersoner och näringsliv.

## Historik
År 2018 började Republikanerna bli bekymrade över Act Blue, som var Demokraternas politiska kampanjorganisation för gräsrotsdonationer, för vad den kunde göra mot Republikanerna i framtida val. Det året fick de se att demokraten Beto O'Rourke kunde samla in mer än 50 miljoner amerikanska dollar till sin valkampanj mot den republikanske senatorn Ted Cruz. Demokraterna kunde också samla in en miljard dollar till det årets mellanårsval. De stora republikanska donatorerna hade också informerat partiet om att de hade inte för avsikt att täcka upp eventuella underskott från republikanernas insamlingar inom partiets gräsrotsrörelse. Republikanerna tvingades att agera och beslutade året efter om att låta ett samriskföretag mellan Revv, kontrollerad av partiets före detta digitala chef Gerrit Lansing, och Data Trust, ägd av Donald Trumps kampanjchef Brad Parscale, grundas för att göra en republikansk motsvarighet till Act Blue. Revv behandlade redan donationerna till Donald Trumps presidentvalskampanj 2020 medan Data Trust samlade in republikanska väljaruppgifter.

## Insamlade partibidrag
Insamlade partibidrag vid respektive årsslut enligt Federal Election Commission (FEC).
| År   | Insamlade partibidrag |       |
| ---- | --------------------- | ----- |
| 2019 | $101 312 535,40       | [ 4 ] |
| 2020 | $1 984 077 145,25     | [ 5 ] |
| 2021 | $477 104 928,62       | [ 6 ] |
| 2022 | $628 484 106,48       | [ 7 ] |
| 2023 | $415 653 995,47       | [ 8 ] |